# Orgilus laeviventris
Orgilus laeviventris är en stekelart som först beskrevs av Cresson 1872.  Orgilus laeviventris ingår i släktet Orgilus och familjen bracksteklar. Inga underarter finns listade i Catalogue of Life.